# Helpoort (Maastricht)
De Helpoort, vroeger ook wel Jekerpoort, Hoogbruggepoort, Alde Poort op den Ancker, Kruittorenpoort of De Twee Torens genoemd, is een voormalige stadspoort in de Nederlandse stad Maastricht. De poort is onderdeel van de eerste stadsmuur van Maastricht en is gelegen in het Jekerkwartier aan het zuideinde van de Sint Bernardusstraat, tegenover het Pesthuys. De poort dateert uit het tweede kwart van de 13e eeuw en is daarmee de oudste nog bestaande stadspoort van Nederland.

## Geschiedenis

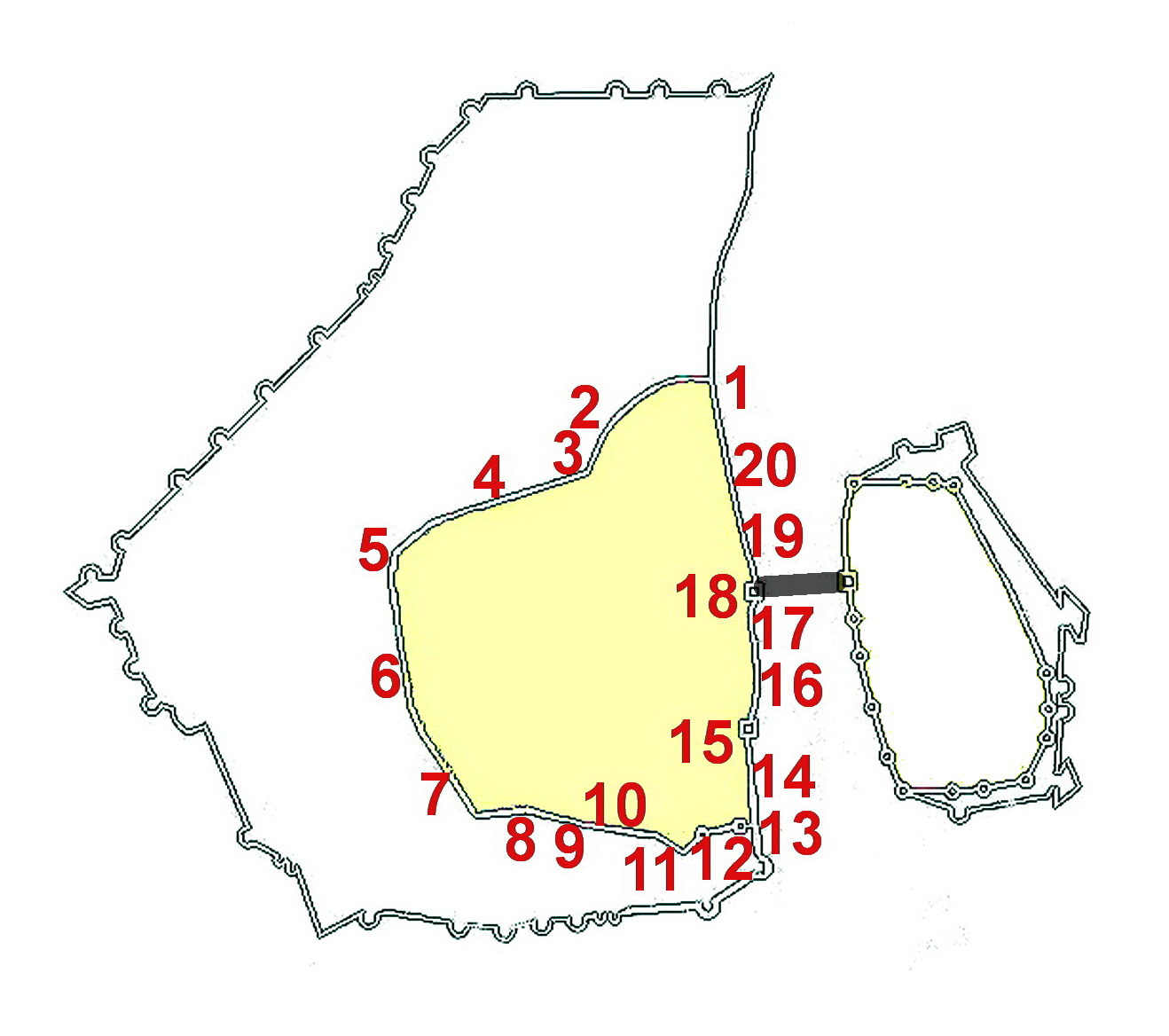
Eerste middeleeuwse stadsmuur met Minderbroederspoort (11), Helpoort (12), Jekertoren (13) en O.L. Vrouwewal (14)

### Bouw eerste middeleeuwse stadsmuur
Over het precieze bouwjaar van de oudste middeleeuwse stadsmuur van Maastricht is geen duidelijkheid. In 1229 gaf de hertog van Brabant toestemming om een stenen muur om de stad te bouwen. Eerder was er al een aarden wal opgeworpen met daarop palissaden, maar deze was door de bisschop van Luik, medeheer van het tweeherige Maastricht, verwoest tijdens het Beleg van Maastricht (1204). Waarschijnlijk werd in 1229 begonnen met de bouw van stenen stadspoorten en waltorens, met elkaar verbonden door aarden wallen die in de loop van de 13e eeuw geleidelijk versteend werden. De nieuwe muur op de linker Maasoever bestond uit kolenzandsteen, strekte zich uit over een lengte van ongeveer 2,4 kilometer, was 6 à 8 meter hoog en had in totaal dertien stadspoorten, twee waterpoorten en een onbekend aantal muurtorens.
De Helpoort werd waarschijnlijk omstreeks 1230 gebouwd. De poort werd voor het eerst genoemd als Hoogbruggepoort ("porta de alto ponte") in een schepenbrief van het kapittel van Sint-Servaas uit 1358, hoewel de benaming in alto ponte voor de omgeving al in 1265 voorkomt. De naam Hoogbruggepoort verwijst waarschijnlijk naar een brug over een tak van de Jeker, die hier aan de veldzijde langs de poort stroomde. De naam Helpoort is 18e-eeuws. De poort was onderdeel van de eerste middeleeuwse stadsmuur, die zich aan deze kant van de stad naar het westen toe uitstrekte langs het Oude Minderbroedersklooster in de richting van de Minderbroederspoort, en naar het oosten toe in de richting van de Jekertoren en de Maas. De poort lag aan een secundaire uitvalsweg naar het zuiden (Sint Pieter, Luik).

### De Helpoort als reservepoort

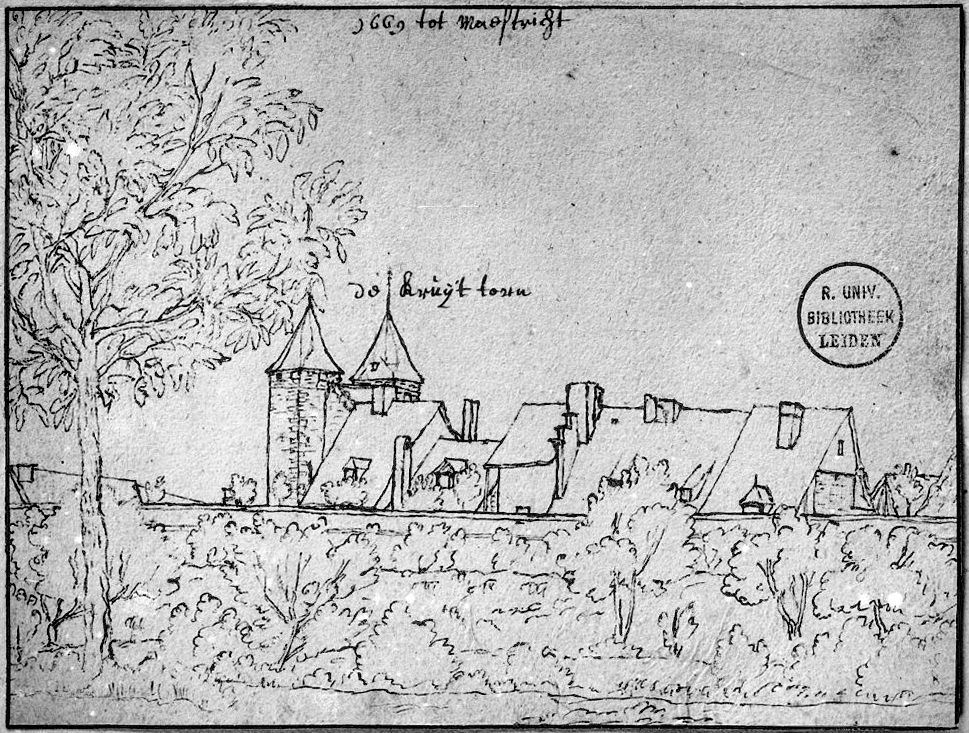
De Helpoort over de stadsmuur heen gezien (Valentijn Klotz, 1669)

Na de ingebruikname van de tweede stadsomsluiting in 1380 fungeerde de eerste muur als reserveverdedigingslinie. Voor de meeste poorten van de eerste omsluiting gold dat de verdedigingstaak vanaf dat moment grotendeels werd overgenomen door de nieuwe stadspoorten. Bij de Helpoort was dit niet het geval, omdat zich buiten deze poort Luiks gebied bevond, dat toebehoorde aan de heerlijkheid Sint Pieter, de zogenaamde Nieuwstad. Uitbreiding van de stad was in dit gebied lange tijd onmogelijk. 
De tweede muur boog in het zuiden vanaf de Sint-Pieterspoort af naar het noordoosten en sloot bij de Pater Vincktoren aan op de oude muur. Eind 15e eeuw verviel de functie van primaire verdediging voor de Helpoort alsnog, toen de poort door de Nieuwstad-uitbreiding binnen de stadsomsluiting kwam te liggen.
Ook al was het belang ervan verminderd, men bleef de eerste muur en haar stadspoorten zeker tot de 17e eeuw onderhouden. Dat gold zeker voor de Helpoort die nog tot eind 15e eeuw als zodanig functioneerde. In 1400 kreeg de poort een nieuw dak, waarschijnlijk als vervanging van de kantelen. Later in de 15e eeuw werd de poortopening versmald vanwege de veiligheid. Tegen het einde van de middeleeuwen werd in vredestijd toegestaan dat de oude poorten en sommige muurtorens dienstdeden als woning of als leube, een soort vergaderruimte voor de ambachten. De poorten zelf bleven eigendom van de stad en behielden tot het midden van de 17e eeuw een zekere militaire functie. In 1562 kregen de volders toestemming om in de Helpoort te vergaderen, op voorwaarde dat ze het gebouw zouden onderhouden. In 1589 maakten de schippers gebruik van de poort.
Vanaf de 17e eeuw werd de Helpoort gebruikt als kruithuis, een functie die het gebouw in 1846 nog had. De benamingen Kruittorenpoort en Poort op den Ancker stammen uit die tijd, de laatste verwees naar een naburig bolwerk of een herberg in Sint Pieter. Vanaf de 18e eeuw kwam de huidige naam in zwang, waarschijnlijk verwijzend naar een nabijgelegen huis In de Helle, een naam die veel voorkwam bij smederijen en bakkerijen. Ook kan de aanduiding 'helle' verband houden met de functie als kruitopslag.

### Ontmanteling vesting en behoud Helpoort

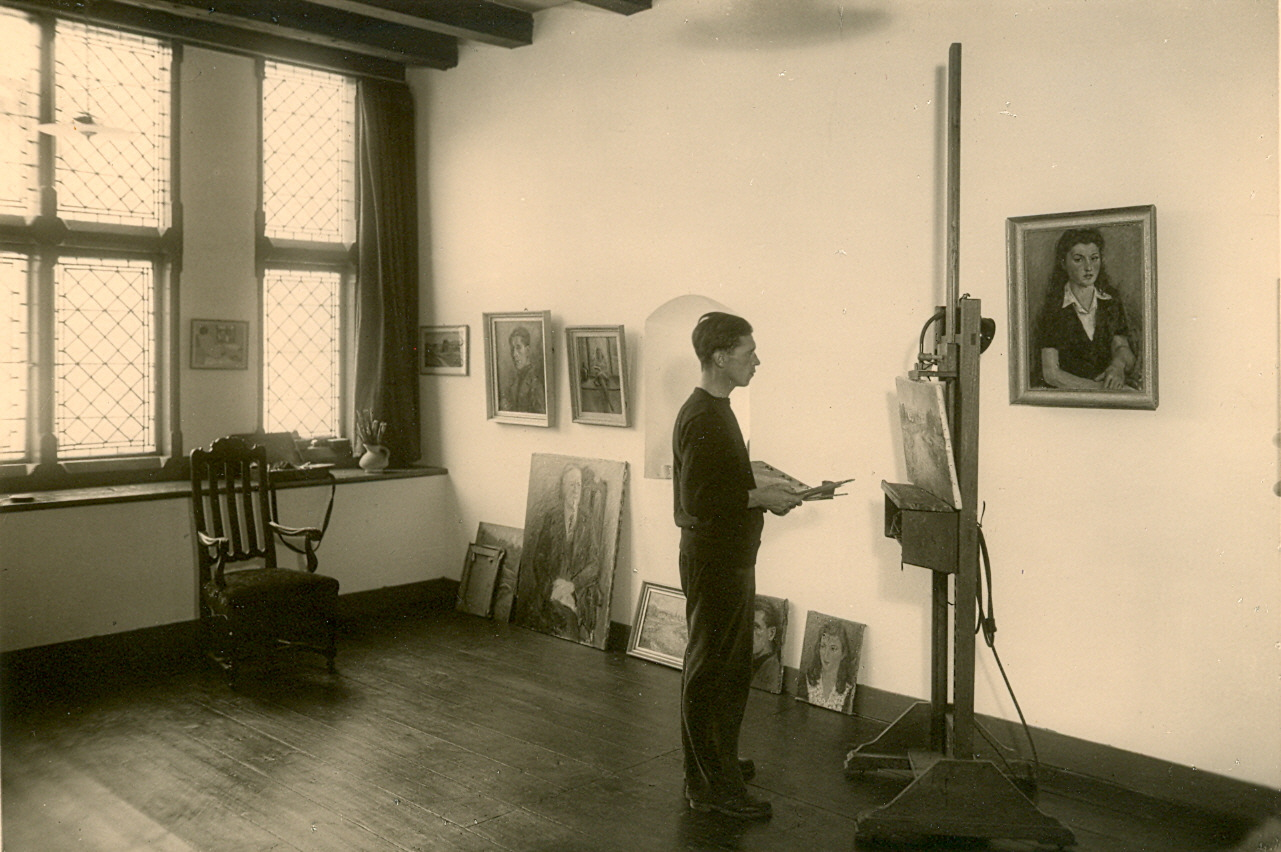
Atelier Jef Schipper in de Helpoort, 1947

Op 29 mei 1867 ondertekende koning Willem III der Nederlanden het besluit tot opheffing van de vestingstatus van Maastricht, Venlo, Vlissingen en enkele andere vestingplaatsen. In de jaren daarna werd de vesting Maastricht in opdracht van het Ministerie van Oorlog ontmanteld, waarna zij ter slechting en verdere bestemming van de gronden werd overgedragen aan de Dienst der Registratie en Domeinen. De nog bestaande stadspoorten van Maastricht werden tussen 1867 en 1870 geslecht. De geleidelijke afbraak van de stadsmuren en vestingwerken ging nog door tot begin 20e eeuw. Door toedoen van Alexander Schaepkens, Victor de Stuers en anderen bleven hier en daar delen van de eerste en tweede stadsomsluiting gespaard, met name in het Jekerkwartier.
In 1881 werd de Helpoort ingrijpend gerestaureerd door rijksbouwmeester Jacobus van Lokhorst. Aan de stadszijde werd een groot raam aangebracht en aan de veldzijde een mezekouw gereconstrueerd. De omgeving van de Helpoort werd in 1906-'07 in historiserende trant gerestaureerd en deels gereconstrueerd. De Jekertoren, waarvan alleen nog een deel van de romp overeind stond, werd in 1911 herbouwd naar een ontwerp van Willem Sprenger, met wie De Stuers in deze periode veel samenwerkte.
Bij de restauratie van 1881 was boven de poortdoorgang een woning ingericht. Een tijdlang heeft hier de conciërge van het Rijksarchief in Limburg gewoond. In 1947 werd het gebouw voor 1 gulden overgedragen aan de gemeente Maastricht, waarna de ruimte boven de poort in gebruik was als atelier van de kunstschilder Jef Schipper. Na een nieuwe restauratie in 1997 werd de poort de thuishaven van de Stichting Maastricht Vestingstad; sindsdien is zij gedurende de zomermaanden te bezoeken. Op de etages werd door de stichting een expositie ingericht over de geschiedenis van Maastricht als vestingstad.
Op 25 september 2021 is het informatiecentrum in de Helpoort na een volledige herinrichting heropend als Vestingmuseum Maastricht. Vestingmuseum Maastricht is een museum over de geschiedenis van Maastricht als vestingstad en de vestingwerken van Maastricht.

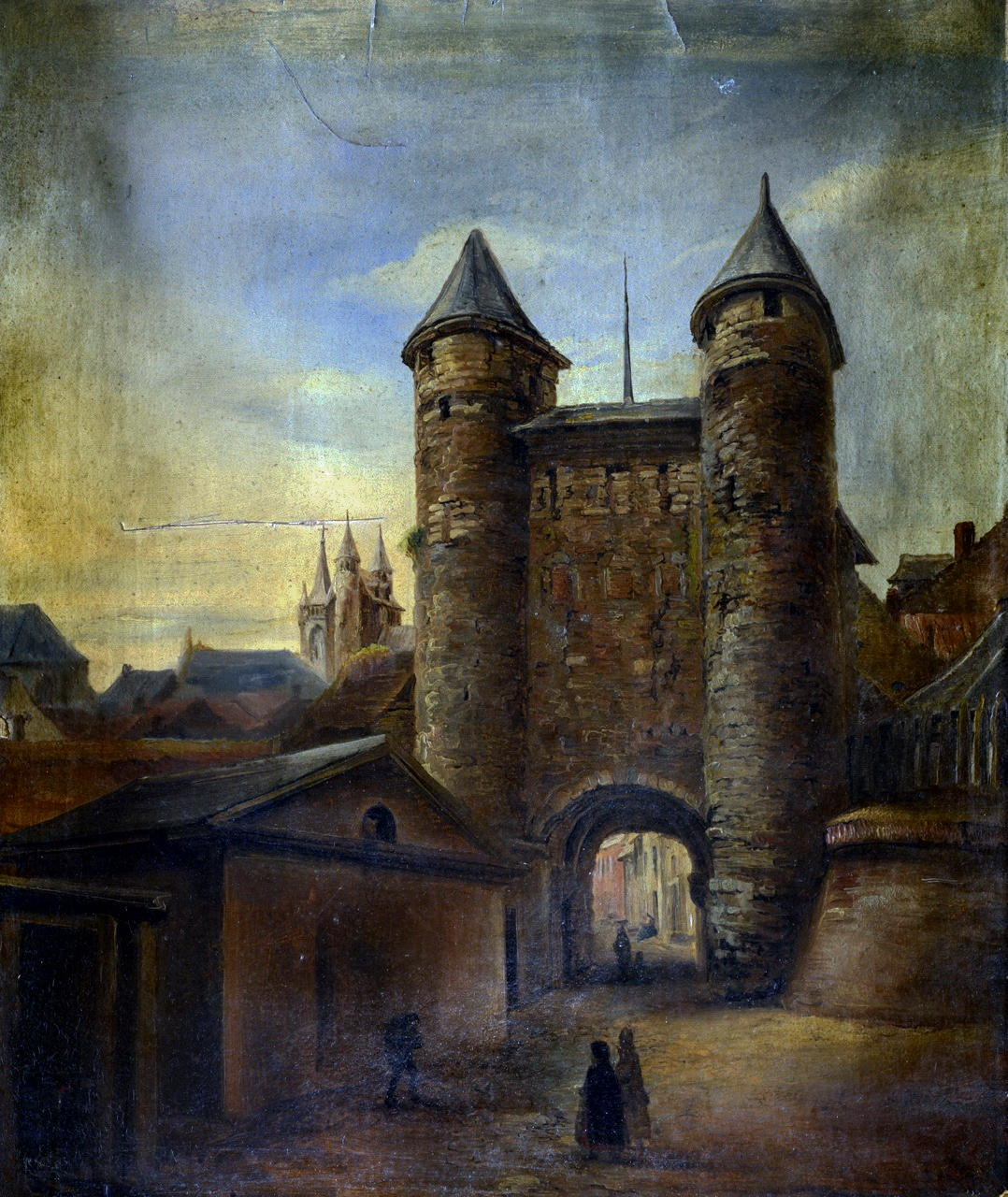
Vóór de restauratie (A. Schaepkens, 19e eeuw)
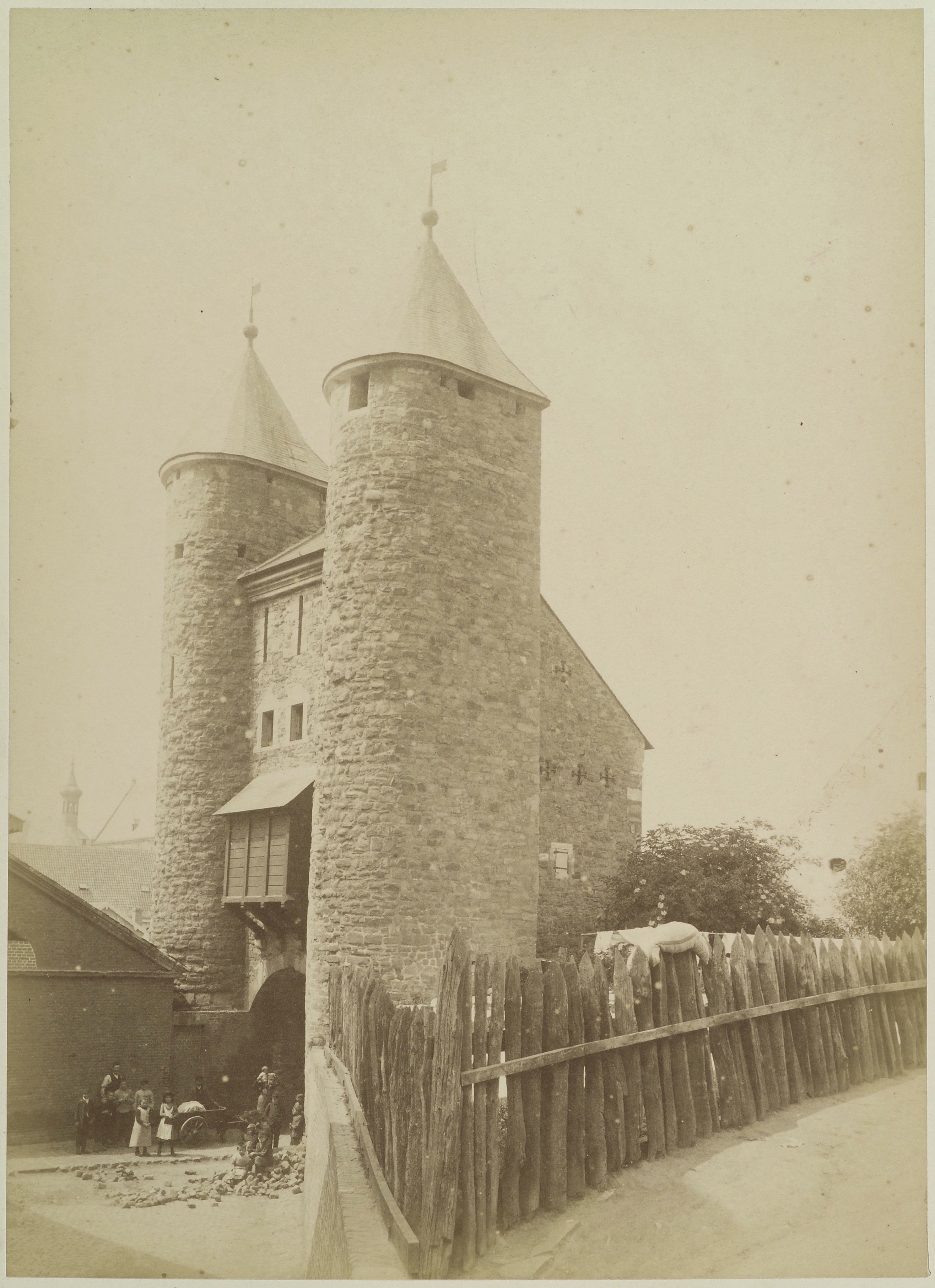
Vóór de herbouw van de stadsmuur, 1893
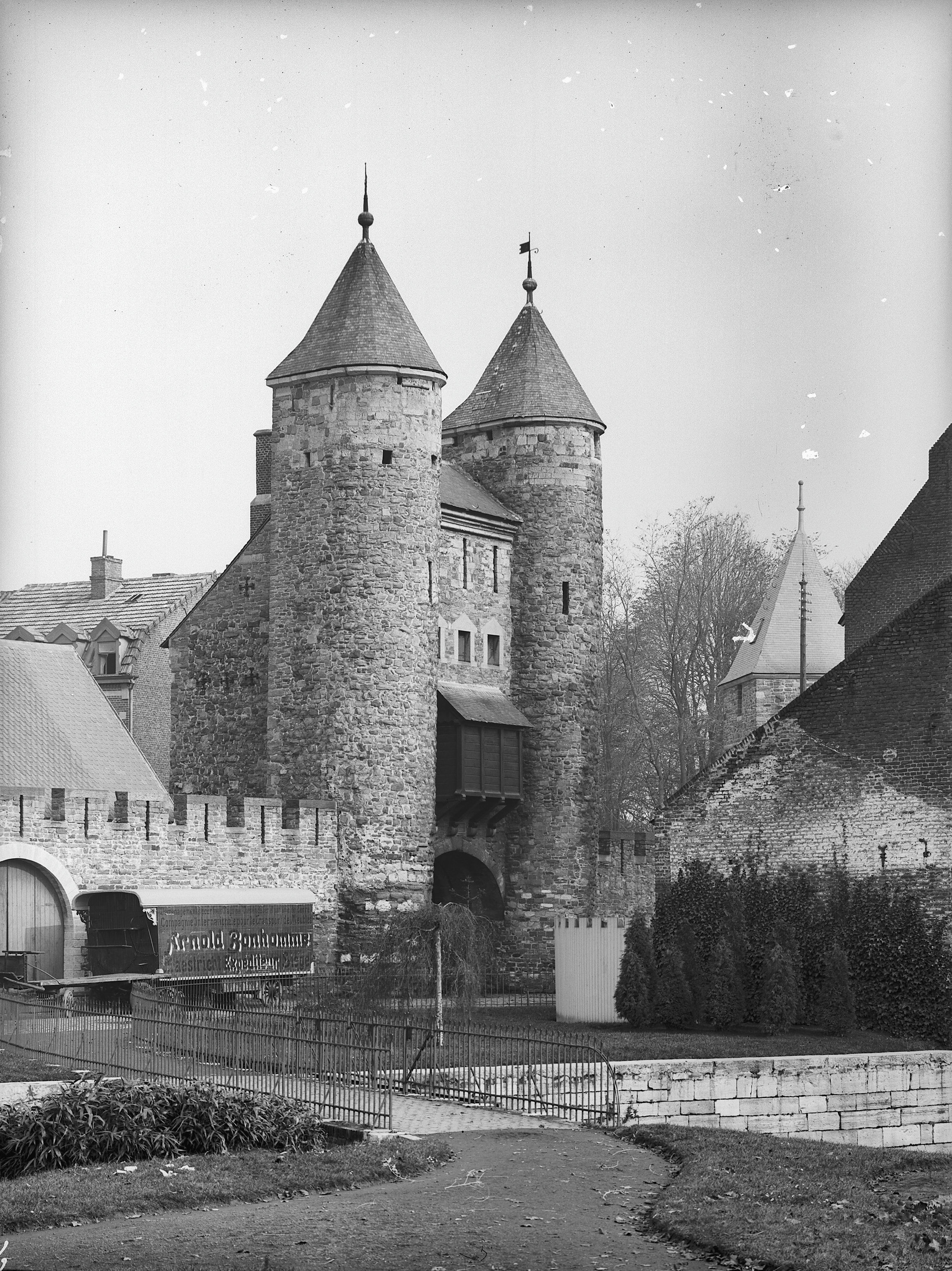
Na de herbouw van de stadsmuur, 1912
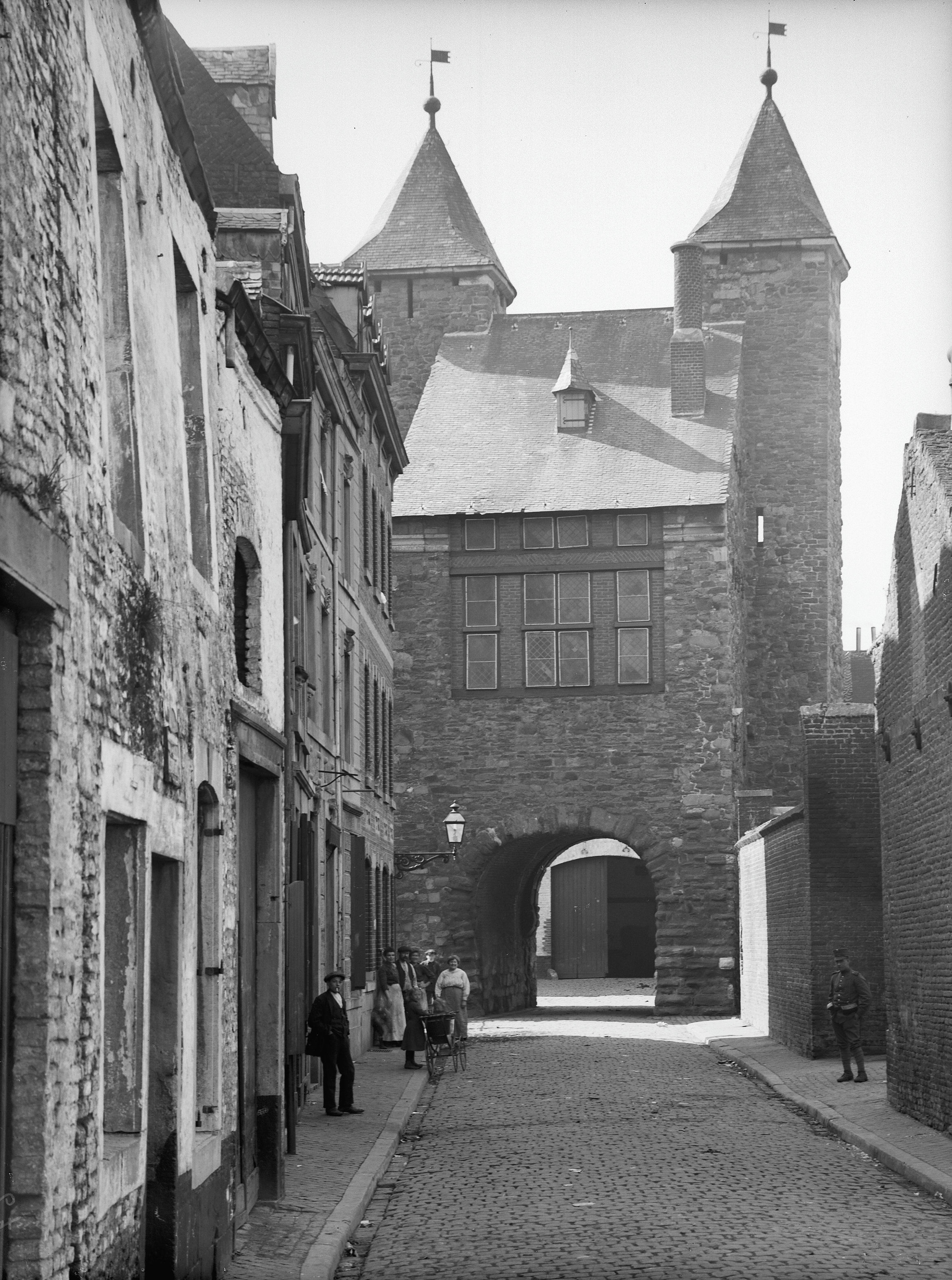
Sint Bernardusstraat met Helpoort, 1917

## Cultuurhistorisch erfgoed
De Helpoort is als enige grote stadspoort van Maastricht bewaard gebleven. Zij wordt gezien als de oudste stadspoort in Nederland. De poort is gebouwd op een grondplan van 7 bij 9 m. De gevel aan de veldzijde is ongeveer 14 m hoog, aan de stadszijde ruim 10 m. De twee halfronde torens zijn bijna 24 m hoog en met leien gedekt. Beide torens bevatten een wenteltrap. In de oosttoren bevindt zich een schietgat. De poort is opgetrokken uit kolenzandsteen, de daklijst is van mergelsteen en het gewelf van de poortdoorgang van baksteen. De poortdoorgang is ongeveer 4 m breed. Aan de zuidzijde is de sleuf voor het valhek nog te zien. De poort is een rijksmonument.
In de directe omgeving zijn deels gereconstrueerde delen van zowel de eerste als tweede stadsmuur te vinden, zoals de muur ten westen van de Helpoort en die tussen de Helpoort en de Jekertoren. Ten oosten van de Pater Vincktoren, die tot de tweede omsluiting behoort, sluit de tweede stadsmuur aan op de eerste. Hier bevindt zich een driedubbele waterpoort over de Jeker. Meer naar het zuiden bevinden zich de rondelen Haet ende Nijt en De Vijf Koppen.

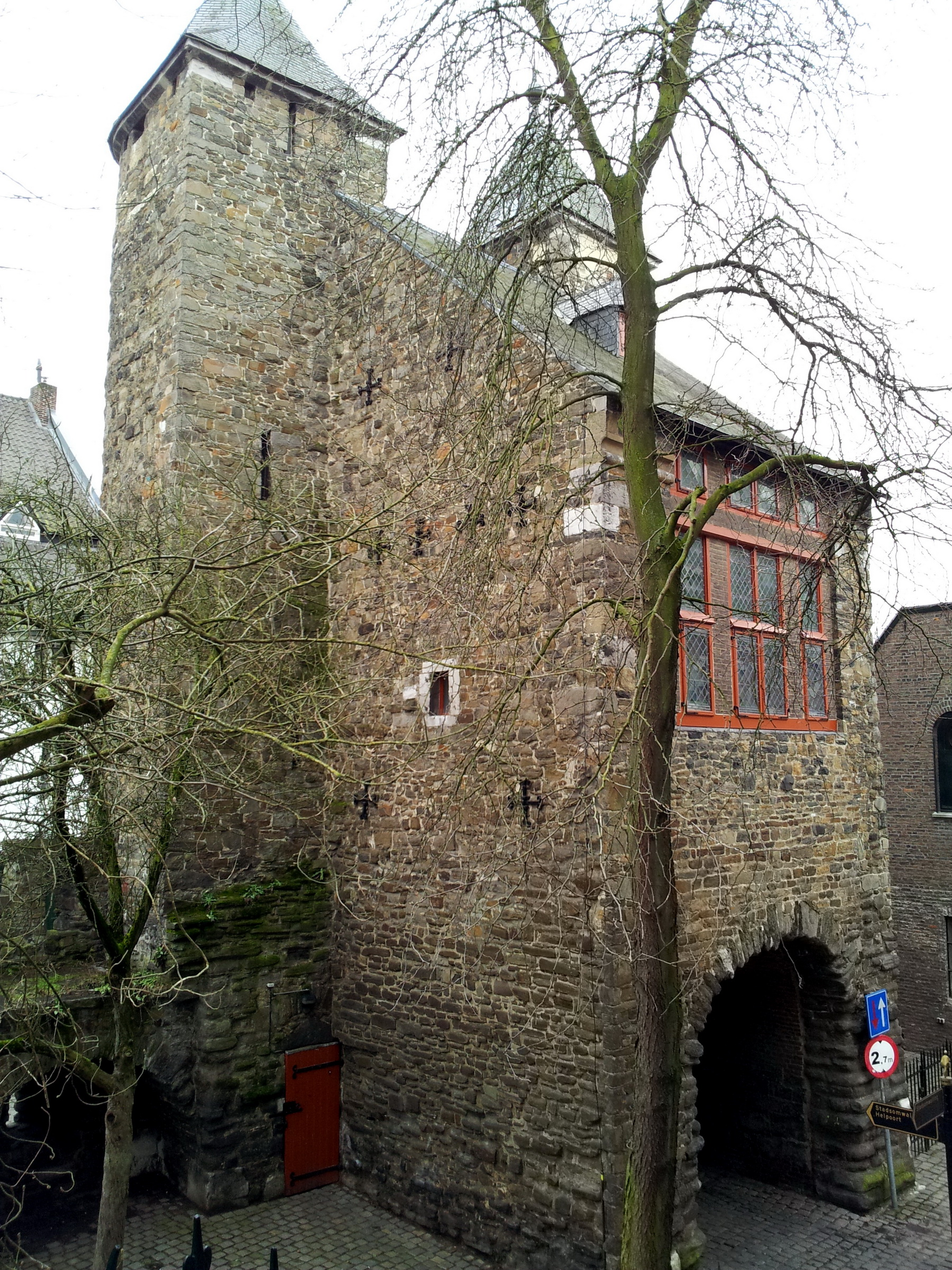
Poort, stadszijde
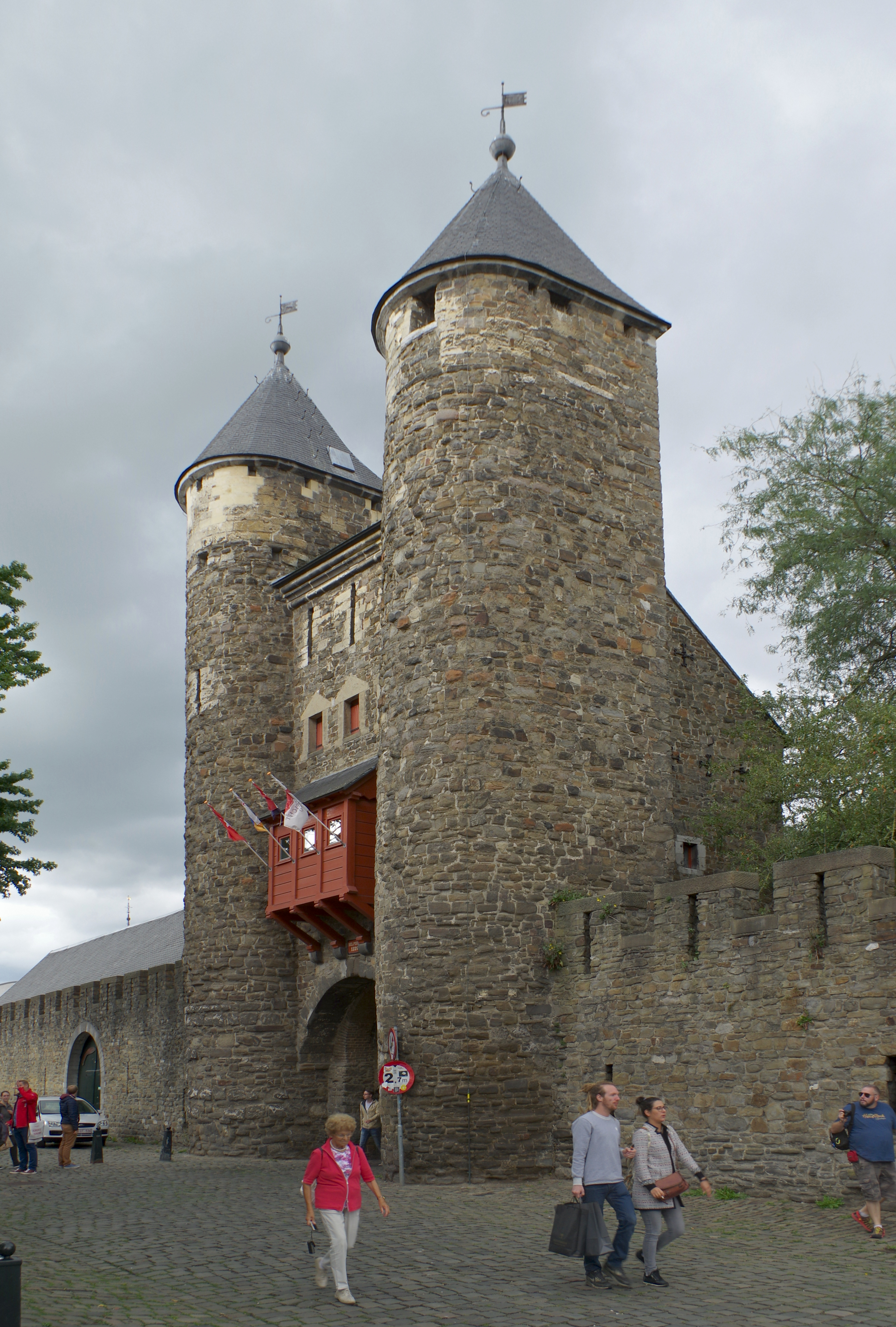
Poorttorens, veldzijde
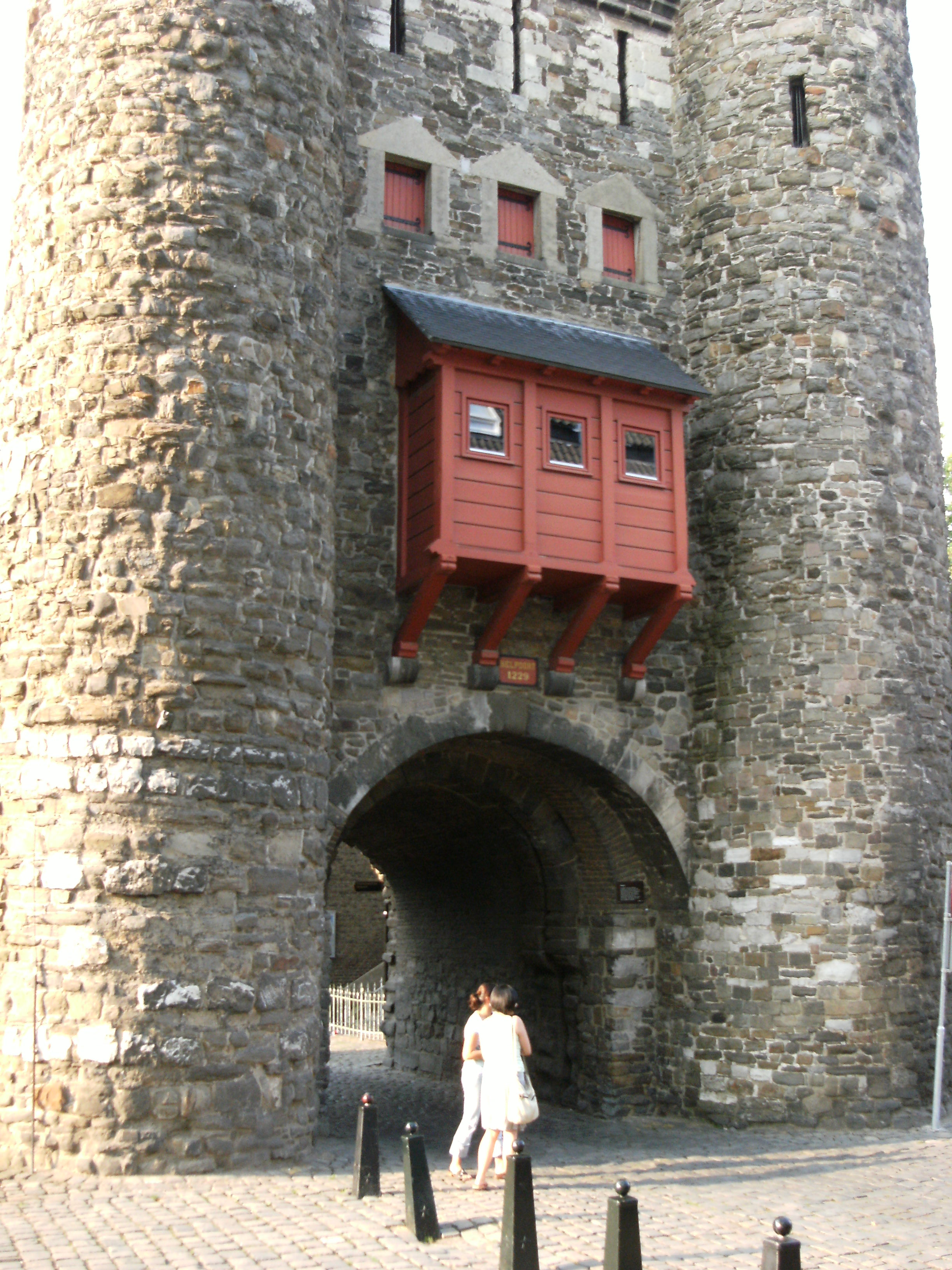
Poortdoorgang, veldzijde
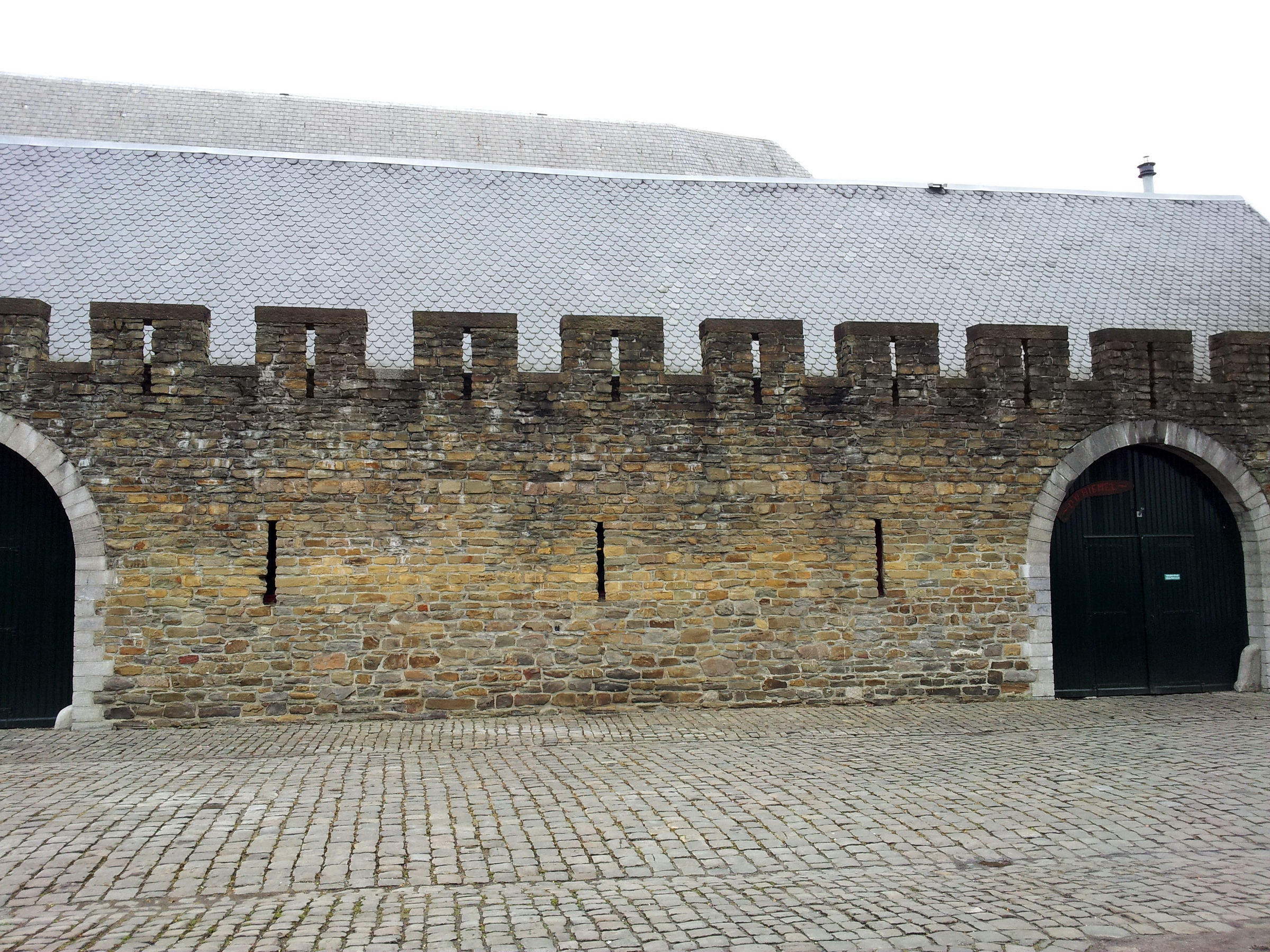
Stadsmuur bij Helpoort